# Culicoides sigaensis
Culicoides sigaensis är en tvåvingeart som beskrevs av Tokunaga 1937. Culicoides sigaensis ingår i släktet Culicoides och familjen svidknott. Inga underarter finns listade i Catalogue of Life.